# Tartós állapotú meghajtó

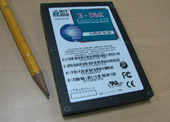
SSD meghajtó

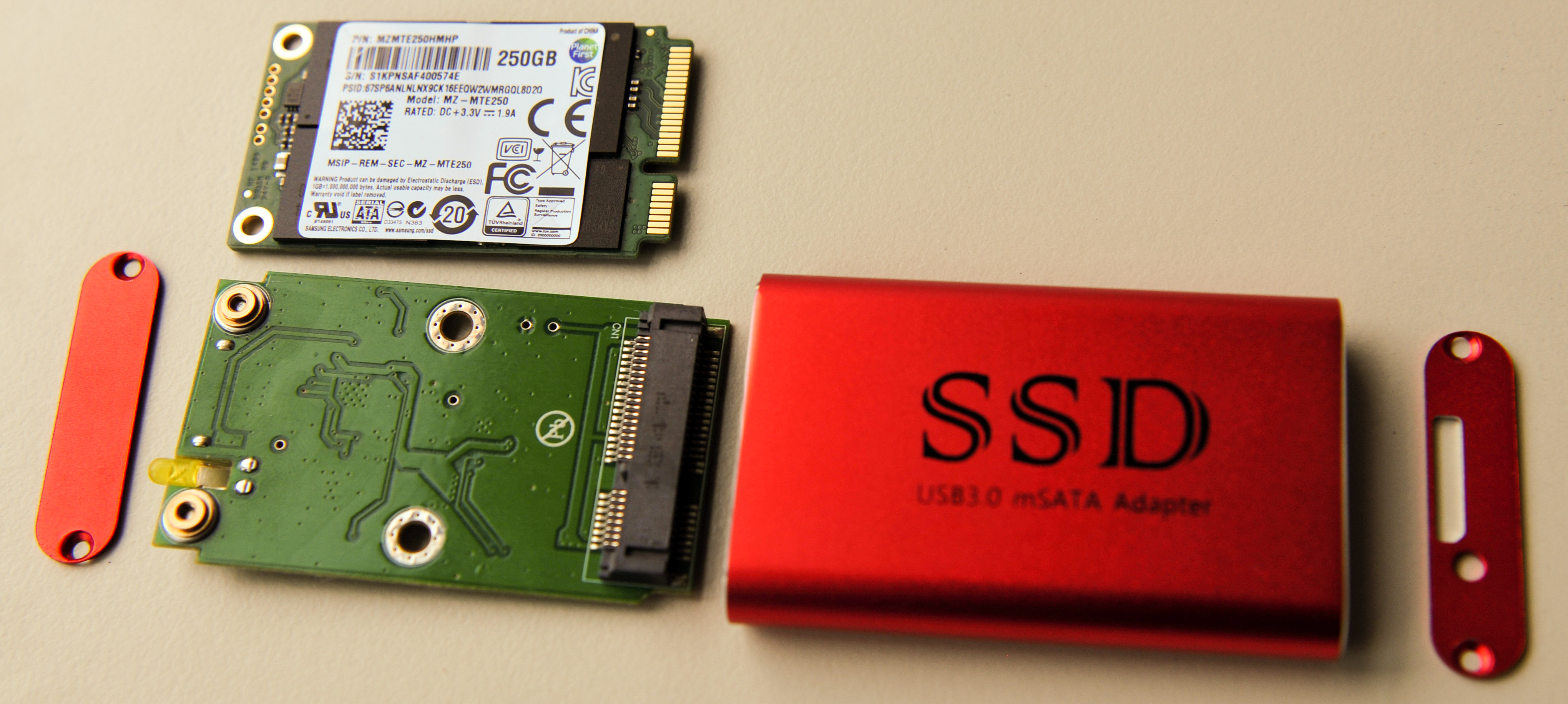
mSATA SSD

A tartós állapotú meghajtó (más néven félvezető alapú meghajtó vagy szilárdtestmeghajtó, angol rövidítése SSD (a Solid-state drive kifejezésből)) félvezetős memóriát használó adattároló eszköz.
Bővebben, az SSD egy olyan, mozgó alkatrészek nélküli adattároló eszköz, amely memóriában tárolja az adatot, a környezetéhez, illetve a gazdaszámítógéphez a merevlemezekhez hasonlóan SATA vagy egyéb (SCSI, PCI Express, USB stb.) csatlakozófelülettel csatlakozik, és azokhoz hasonlóan blokkos adatelérést biztosít. Az SSD eszközökben a gyártók különböző típusú memóriákat használhatnak, mint pl. flash vagy különböző RAM fajták – ezt az ár- és a teljesítményigények határozzák meg.
A szilárdtest – angolul solid state – szó arra utal, hogy ez a technológia nem tartalmaz mozgó alkatrészeket, mint a hagyományos merevlemezek, hajlékonylemezek (floppyk). A mozgó alkatrészek hiánya miatt kevésbé sérülékeny, mint a hagyományos merevlemez, hangtalan, kevés hőt termel, nincsenek a mechanikából adódó késleltetések, az adathozzáférés egyenletesen gyors.
Az SSD-ket előszeretettel építik be laptopokba, subnotebookokba, netbookokba (pl. Asus Eee PC), valamint PC-kbe is, annak ellenére, hogy ezek tárolási egységre vetített ára nagyobb, mint a hagyományos merevlemeznek. Emiatt ahol lehetőség van több adattárolót alkalmazni, ott elsődlegesen az operációs rendszer és programok gyorsítására használják, az egyéb adatokat hagyományos merevlemezeken tárolják.

## Története
Az első SSD-k már a számítástechnika őskorában megjelentek: az elektroncsöves számítógépek ferritgyűrűs memóriája szilárdtest-tárolónak tekinthető. A ferritgyűrűs tár nagyon drága volt, ezért és az eleinte mágneshengeres, később mágneslemezes külső tárolóegységek megjelenése miatt a ferritgyűrűs memória kiment a divatból.
Később, az 1970-es és 1980-as években az IBM, Amdahl és Cray korai szuperszámítógépeiben félvezetős memóriaelemekből kialakított SSD-k voltak, de ezek a megrendelésre készült eszközök a megfizethetetlen áraik miatt elég ritkán használt termékek maradtak.
1978-ban a StorageTek cég kifejlesztette az első modern szilárdtest-meghajtót. Az 1980-as évek közepén a Santa Clara Systems bemutatta a BatRam nevű terméket, amely 1 megabites DIP RAM tömbből és egy kontrollerből állt, ami merevlemezt emulált. A csomag egy tölthető elemet is tartalmazott, ami arra szolgált, hogy a memória-áramkörök tartalmát megőrizze akkor is, amikor az eszköz nincs feszültség alatt. Az 1983-as Sharp PC-5000 128 kilobájtos szilárd tároló kazettákat használt, ezekben buborékmemória volt.
A memória háttértárként való felhasználása céljából született, a problémát szoftveres úton megközelítő technológia volt az 1980-as években megjelent RAM disk. A RAM disk virtuális lemez: a számítógép memóriájából lefoglalt tárterület. Elterjedéséhez hozzájárult, hogy a merevlemez akkoriban drága volt, a floppy pedig lassú. Egyes rendszerek, mint például az Amiga sorozat, az Apple IIgs és később a Macintosh Portable támogatta a RAM diskről való indítást. A központi memória egy kis részéért cserébe a rendszer másodpercek alatt képes volt elindulni ezzel a módszerrel. Néhány rendszerben elem is volt, így a memória képes volt megőrizni a tartalmát a gép kikapcsolt állapotában is.
1995-ben az M-Systems bemutatta a flash-alapú szilárdtest meghajtót. Az M-Systemst megvette a SanDisk 2006 novemberében. Ezt követően a SSD-k sikeresen felváltották a merevlemezeket a katonai és repülőiparban, valamint egyéb nagy megbízhatóságú alkalmazásokban, ahol rendkívül magas MTBF-re (hibák közötti átlagos idő) van szükség, amit a szilárdtest-meghajtó képes biztosítani.
2007-ben a néhány gigabájtos SSD-k népszerűvé váltak a netbookok és subnotebookok tárolójaként.
2008. június 20-án a Mtron Storage Technology dél-koreai cég Szöulban egy kiállításon bemutatott egy SSD-t, aminek az írási sebessége 240 MB/s, olvasási sebessége 260 MB/s, teljes kapacitása 128 GB volt. A cég nyilatkozata szerint ilyen eszközökkel már a 2009-es évben terveztek megjelenni a piacon.
2010-ben a Samsung bemutatta vállalati környezetbe szánt SSD-it, 64, 128 és 256 GB-os kapacitással.

## Felépítés, működés
Alapvetően két technológia létezik, a DRAM és flash alapú.

### DRAM SSD
Tápellátást igénylő (annak megszűnése esetén törlődő) memóriaelemeket tartalmazó tömbökből épül fel, mint például a számítógépek központi memóriája. Ez rendkívül gyors írást, olvasást és keresést biztosít. Nagy adatbázisok és grafikus alkalmazások sebességének növelésére használják. Ezek a meghajtók akkumulátorral rendelkeznek az adatvesztés megakadályozására, a drágább modelleket mentőlemezzel is ellátják, az áramkimaradás esetén fellépő adatvesztés kivédésére. Előnyük a gyorsaság és az egyszerű felépítés. Hátrányuk a magas ár – 80-800 USD/gigabájt –, valamint a nagy energiafelvétel, magas fogyasztás és ennek következtében a melegedés. Felhasználásuk ipari és katonai téren jelentős.

### Flash SSD
A nem felejtő memórián alapuló SSD-k (NAND SSD) a 2000-es évek második felében terjedtek el, az alacsonyabb ár miatt – 3-10 USD/gigabájt – egyre nagyobb szerepet kaptak. A flashmemória leglényegesebb tulajdonsága, hogy áramfelhasználás nélkül is megőrzi az adatokat. Sebessége elmarad a DRAM mögött.
A memóriacellák csak korlátozott számú írás-olvasást képesek elviselni, így ez a paraméter határozza meg az eszköz élettartamát. A flash memóriás tárolók szervezése bonyolultabb a DRAM-énál, a különböző gyártók különféle fizikai felépítéssel, kontroller- és hibajavító algoritmusokkal igyekeznek elkerülni a flash memóriacellák „halálából” adódó adatvesztést, valamint a cellák egyenletes terhelését biztosítani. A flash alapú SSD-knél négy technológiát lehet megkülönböztetni: a SLC (Single Level Cell), MLC (Multi Level Cell), TLC (Triple Level Cell) és a QLC (quad-level cells) technológiákat. SLC technológia esetén egy memóriacellában egy bit tárolódik, az MLC esetén 2, a TLC esetén 3, míg a QLC esetén 4. Az SLC gyorsabb, hosszabb életű és drágább, mint az MLC, valamint az MLC előnyei ugyanezek a TLC-vel szemben. Ugyanez vonatkozik a TLC és QLC SSD-kre is.

### SSD gyártók
A-DATA, Active Media Products, AMD, Apacer, Corsair, Crucial, Compustocx, Fusion, Intel, Kingmax, Kingston, Memoright, Team Group, Toshiba, pureSilicon, SanDisk, Samsung, Seagate, Western Digital

## Előnyök és hátrányok

### Előnyök a merevlemezzel szemben
- rövid indulási idő, nincs felpörgés, Power On - Ready átmenet 1 s
- mozgó alkatrészek hiánya
- olvasási várakozási idő 12,5 μs (mikroszekundum) (merevlemezeknél 5,5-12 milliszekundum)
- írási várakozási idő 33 μs (merevlemezeknél 5,5-12 milliszekundum)
- olvasási sebesség: SATA 2,5 collos 300-540 MB/s, / NVMe M.2-es kártyák esetében 1000-6400 MB/s között
- írási sebesség: SATA 250-520 MB/s / NVMe - M.2 kártyáknál 1000–3000 MB/s között
- alacsony áramfelvétel, a tápegységet kevésbé terheli
- csekély hőtermelés
- néhány korai sorozat halk ciripelő és vinnyogó hangját kivéve a zaj teljes hiánya (nincsen zajkeltő finommechanika, például motor vagy mozgó író-olvasófej)
- fizikai megbízhatóság – képes elviselni az enyhébb ütést, vibrációt, nyomást, hőmérsékletet
- bármilyen helyzetben beépíthető, használható (fejjel lefelé, döntve)
- rögzítésnél csak a csatlakozók egyben tartására kell figyelni, az eszköz akár szabadon is „lóghat”
- széles hőmérsékleti tartományban képes működni – egy tipikus merevlemez 5-55 °C között, míg a SSD -40–+85 °C között is működőképes
- szabványonként különböző sebességű, viszonylagosan állandó olvasási és írási teljesítmény
- kis fizikai méret és tömeg (a leggyorsabb M.2-es mérete akár töredéke a régebbi szabványú 2,5 collosnak)
- nem szükséges töredezettségmentesíteni (a Windows 10 például már optimalizációval segíti a fájlrendszer elérési sebességének szinten tartását)

### Az SSD hátrányai a merevlemezzel szemben
- az újraírások száma (elvileg) korlátozott: kezdetben a flash-memória 3000–10 000-szer volt írható, manapság ez akár az 5 milliót is elérheti.
- váratlan feszültségkiesésre érzékenyebb, mint a HDD.
- az adatmentés problémásabb és folyományaként költségesebb, például a TRIM miatt[pontosabban?]
- a piacre kerülése idején az SSD a HDD-hez képest fajlagosan drágább volt, a különbség azóta csökkent

## Fordítás
- Ez a szócikk részben vagy egészben  a   Solid-state drive című angol Wikipédia-szócikk fordításán alapul.  Az eredeti cikk szerkesztőit annak laptörténete sorolja fel. Ez a jelzés csupán a megfogalmazás eredetét és a szerzői jogokat jelzi, nem szolgál a cikkben szereplő információk forrásmegjelöléseként.